# Трамплін братів Горишек
46°28′35″ пн. ш. 13°43′11″ сх. д. / 46.476516° пн. ш. 13.719655° сх. д.

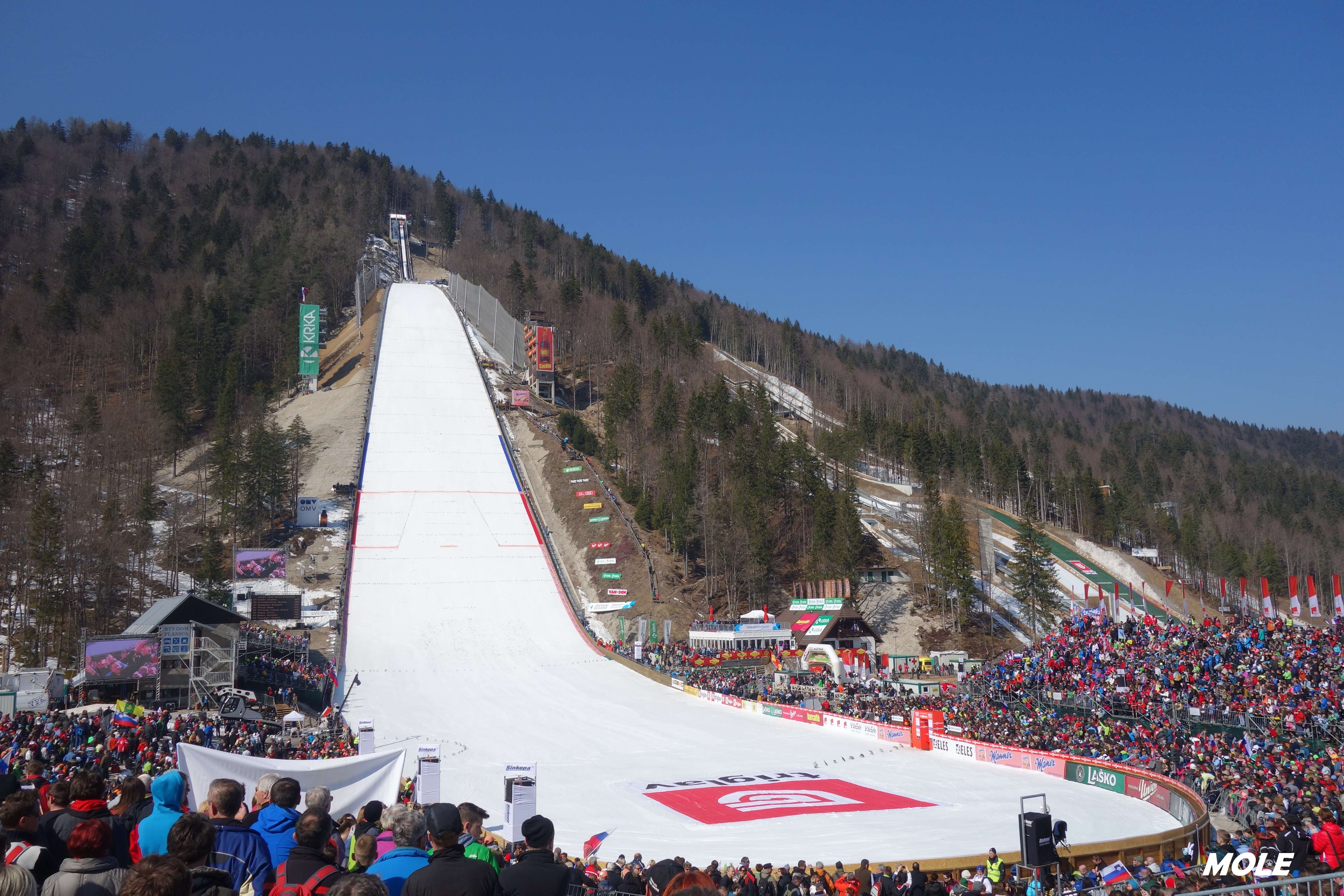
Летальніца «братів Горішек

Трамплін «братів Горишек» (словен. Letalnica «bratov Gorišek») — лижний трамплін у місті Планиця, Словенія, один з найбільших трамплінів для польотів у світі.
Історичний стрибок за 200 метрів був здійснений на цьому трампліні 27 березня 1994 року Андреасом Гольдбергером. Він стрибнув на 202 метра і став першою у світі людиною, який зробив стрибок за 200 метрів, але він торкнувся снігу руками, і рекорд не був зарахований. Через кілька хвилин фінський стрибун Тоні Ніємінен стрибнув на 203 метра, але він зробив правильне приземлення, тому він офіційно вважається першою людиною, яка стрибнула за 200 метрів.
Після 2011 року цей трамплін став другим за величиною в світі. Його обійшов Вікерсундбаккен.
На цьому трампліні було встановлено 28 рекордів світу з польотів на лижах. Рекорд трампліну встановив 2017 року на етапі Кубка Світу поляк Каміл Стох — 251,5 м.
На цьому трампліні було встановлено найбільше рекордів: 28 офіційних рекордів і 11 незарахованих (падіння або торкання снігу рукою).

## Реконструкція
Реконструкція трампліну пройшла в 2013-2014 році. К-точка збільшена до K-200, а hillsize — до HS 225 і трамплін за потужністю зрівнявся зі спорудою у Вікерсунді. Гора розбігу буде влаштована так, що будуть можливі стрибки до 270 метрів.